# New York Hakoah
A New York Hakoah labdarúgó csapatát a Hakoah Wien mintájára hozták létre 1928-ban, New Yorkban.

## Története
Az osztrák Hakoah Wien csapata 1926-ban egy sikeres turnén vett részt az Egyesült Államokban.
Guttmann Béla, Nikolsburger Rezső és néhány volt játékostársuk, a tengerentúlon tapasztalt antiszemitizmus hiánya miatt nem tért vissza Európába és 1928-ban létrehozták a Hakoah (magyarul: erő) együttesét, amely főképp New York zsidó közösségének számára biztosított lehetőséget a labdarúgás elsajátításához és alapításuk után egy esztendővel,
1929-ben megnyerték a nemzeti kupát.
2009-ben Ron Glickman, a Bergen megyei Teaneckben kezdte el újjáépíteni a klubot és a helyi egyetem hallgatóiból, sikeres együttest sikerült toborozni, akik a negyedik helyen végeztek a 2011-2012-es NJSL bajnokságában.
Mérkőzéseiket az egyetem baseball pályáján játsszák, míg felszerelésüket az  El-Al izraeli légitársaság szponzorálja.

## Sikerei
- 1-szeres National Challenge Cup győztes: 1929

## Játékoskeret
2012. augusztus 21-től
| #  |     | Poszt | Név                |
| -- | --- | ----- | ------------------ |
| 1  | RUS | K     | Alex Nazarov       |
| 2  | USA | V     | Josh Pransky       |
| 3  | USA | V     | Ron Glickman       |
| 4  | LBR | KP    | Saah Hali          |
| 5  | FRA | V     | Mathieu Gouverneur |
| 7  | USA | CS    | Dov Glickman       |
| 8  | SDN | V     | Malik Malik        |
| 9  | ISR | CS    | Michael Asayag     |
| 10 | ISR | KP    | Harel Nahar        |
| 11 | NOR | KP    | Sjur Gundersen     |
| 13 | USA | V     | Mike Cabal         |

| #  |     | Poszt | Név                 |
| -- | --- | ----- | ------------------- |
| 14 | ISR | V     | Ofir Singal         |
| 15 | ISR | CS    | Omry Lifschitz      |
| 16 | RUS | V     | German Dubovis      |
| 17 | GHA | KP    | Saeed Sulemana-Baba |
| 18 | USA | K     | Jared Hoch          |
| 19 | USA | KP    | Casey Mitton        |
| 21 | USA | KP    | Jonah Silk          |
| 22 | USA | KP    | Phil Robinson       |
| 23 | ISR | V     | Eyal Yechezkell     |
| 24 | ISR | V     | Niv Nahar           |
| 25 | ISR | CS    | Aviv Volnerman      |

## Híres játékosok
- John Boulos

## Menedzserek
- Dov Glickman (2011- )